# Relação social
Em ciências sociais, relação social  refere-se ao relacionamento entre dois ou mais indivíduos no interior de um grupo social. As relações sociais formam a base da estrutura social. Nesse sentido, as relações sociais são o objeto básico da análise das ciências sociais. Investigações fundamentais sobre a natureza das relações sociais são encontradas nos trabalhos da sociologia clássica, tais como a teoria da ação social de Max Weber.
A relação social diz respeito à conduta de múltiplos agentes que se orientam reciprocamente em conformidade com um conteúdo específico do próprio sentido das suas ações. Na ação social, a conduta do agente está orientada significativamente pela conduta de outro ou outros, ao passo que na relação social a conduta de cada qual entre múltiplos agentes envolvidos (que tanto podem ser apenas dois e em presença direta quanto um grande número e sem contato direto entre si no momento da ação), orienta-se por um conteúdo de sentido reciprocamente compartilhado.

A conversa é uma forma de interação social.

Assim, em Weber, relação social seria uma conduta de indivíduos, reciprocamente orientada e dotada de sentido partilhado pelos diversos agentes de determinada sociedade.

## Formas de relação e interação
Na sociologia e na antropologia, as formas de relação e interação podem ser descritas conforme segue. As primeiras e mais básicas relações são análogas às do comportamento animal, isto é, referem-se aos vários movimentos físicos do corpo. Depois, existem as ações, ou seja, movimentos com um significado e um propósito. Depois, há o comportamento social ou a ação social, que é voltada direta ou indiretamente para as outras pessoas e que solicita uma resposta do outro agente. Em seguida, estão o contato social, isto é, algumas ações sociais que formam o início da interação social. As interações sociais, por sua vez, constituem a base das relações sociais.
As relações sociais são formadas portanto de várias ações sociais motivadas por um mesmo conjunto de significados. A relação social é o sentido compartilhado da ação. As relações sociais podem estruturar comportamentos regulares ou conformar-se numa "estrutura particular de relações sociais", materializando-se em instituições particulares - tais como a família patriarcal, o código civil.